# 単名数・複名数
単名数・複名数（たんめいすう・ふくめいすう　simple concrete number、compound number）とは、数値の2種の表し方についての用語である。
単位を使ってある数値を表す場合、170センチメートル（170 cm）、1.6リットル（1.6 L）のように1つの単位のみで表したものを単名数（たんめいすう）という。それに対して、1メートル70センチメートル（1 m 70 cm）（口頭では「1メートル70センチ」と言うことが多い。）、1リットル6デシリットル（1 L 6 dL）のように2つ以上の単位を使って表したものを複名数（ふくめいすう）または諸等数（しょとうすう）という。

## メートル法・国際単位系(SI)
メートル法では小数を用いて単名数で表すことが多い。
SI文書においては、「いかなる表現においても、一つの表現の中で使う単位は一つである。」と、「l = 10.234 mであり、l = 10 m 23.4 cmではない。」を例示して、複名数ではなく単名数を使用することを規定している

### 例外
国際単位系(SI)の規定でも、例外として、次の2つの場合には、複名数で記述することを許容している。
- 時間を非SI単位である時・分を用いて表す場合

　例：　3時間46分25秒（3 h 46 min 25 s）　＝　SI単位では、13 585秒（13 585 s）
- 角度を非SI単位である度・分・秒を用いて表す場合

　例：　136度26分54秒（136°26′54″） ＝　SI単位では、約2.381 473 ラジアン（約2.381 473 rad）
特に、航海学、地図作成、天文学、そして微小角度の測定などの分野では、上記の複名数による表記が普通である。

## 伝統的な単位系
メートル法以外の伝統的な単位系においては、倍量単位・分量単位には基本単位とは異なる単位名が用いられるので、例えば1尺2寸5分、5フィート10インチのように複名数が使われることが多い。

## 初等教育など
初等教育の現場では、小数を学習する前の段階（小学校2年までの段階）では複名数を用いて教えている。また、時間については1.75時間ではなく「1時間45分」のように複名数を用いるのが普通であるし、14ミリメートルのことを「1センチ4ミリ」のように言うことは大人でもよくある。身長を言うときには、1.65 メートルというよりも、1メートル65センチ（メートル）と言うのがむしろ普通である。
単名数は数値を簡単に表せ、計算しやすい（複名数では換算をする必要がある）のに対し、複名数はその値を具体的に理解しやすいという特性がある。